# Barh
Pour les articles homonymes, voir Bahar.
Barh, anciennement Bahar ou Bihar, est une ville du district de Patna, dans l'État de Bihar, en Inde. Elle était autrefois la ville la plus importante et la capitale du Bihar.

## Géographie
Barh se situe sur le Gange, à 56 km au sud de Patna.